# Condominio Acero

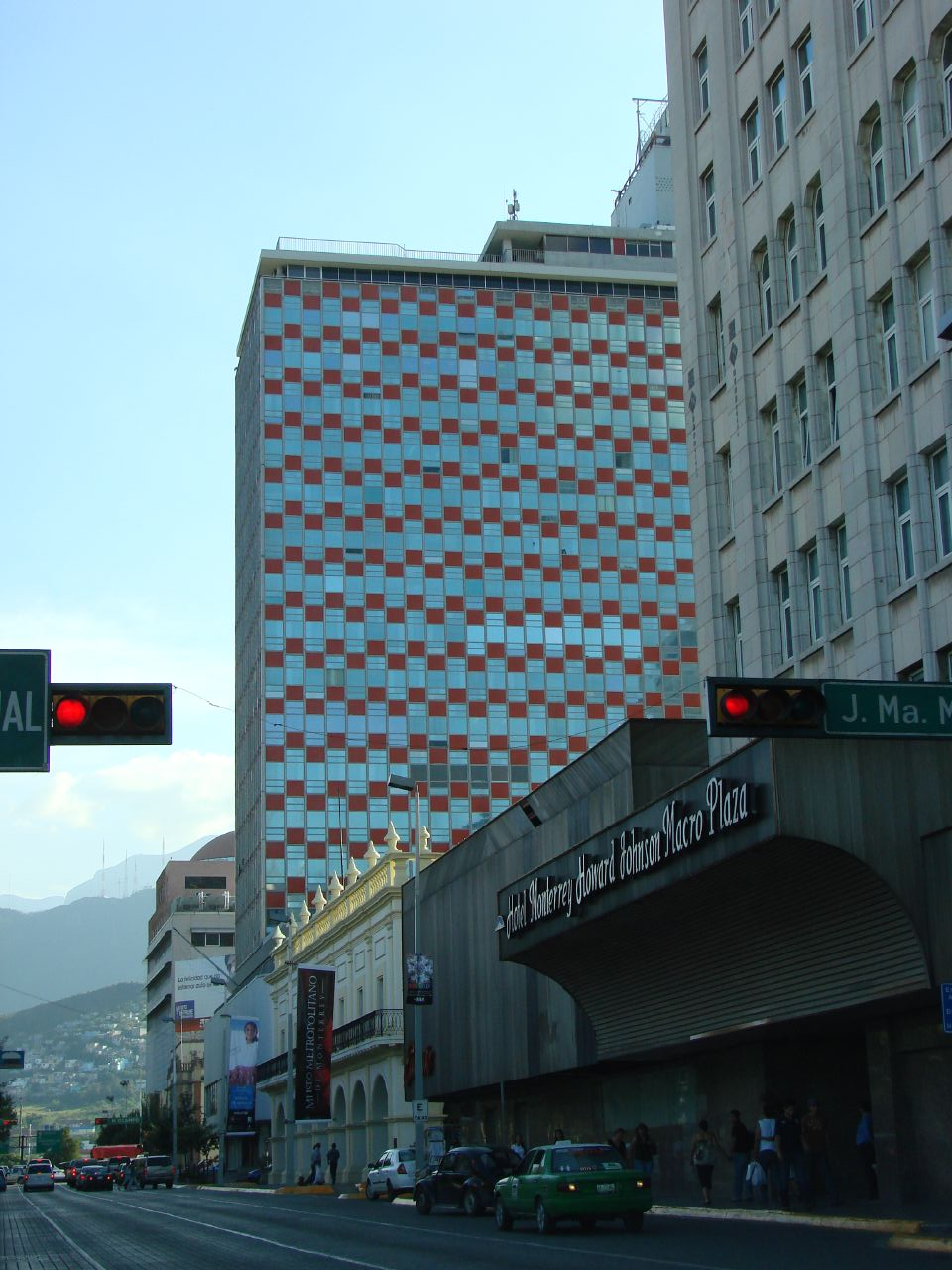
Condominio Acero, ubicado en el centro de la ciudad de Monterrey.

El Condominio Acero es un edificio que se encuentra en la ciudad de Monterrey y es uno de los símbolos arquitectónicos de esa ciudad.
Está ubicado en av. Zaragoza # 1000 Sur, a un costado de la Macroplaza, frente a la Catedral y junto al Antiguo Palacio Municipal en el centro de la ciudad de Monterrey.
El edificio suele catalogarse como una muestra de la tendencia cultural conocida como movimiento moderno.
Este edificio fue construido respondiendo a la necesidad de espacios para oficinas en los años 1950. Como no había espacios apropiados, se usaban casonas viejas como oficinas.

## Memoria descriptiva
- Es un edificio de oficinas, con 302 despachos, ubicado en Monterrey, México, diseñado por el reconocido arquitecto Mario Pani Darqui e inaugurado en 1959.
- Para la realización de este edificio se emplearon principalmente componentes como cristal y acero.
- El edificio destaca por la sofisticación de su diseño arquitectónico, por tratarse del primero construido en régimen de condominio en la ciudad y su edificio más alto por cerca de una década, y por evidenciar de la importancia de la industria del acero en Monterrey. Ubicado en la Plaza Zaragoza, la principal de la ciudad, a un costado del Antiguo Palacio Municipal y frente a la Catedral Metropolitana, el edificio fue promovido por funcionarios de la Fundidora de Monterrey, que buscaba convertirlo en un símbolo de la industria regiomontana.
- Cuenta con 22 pisos sobre el nivel de la calle y dos por debajo que sirven como estacionamiento para 131 autos midiendo aproximadamente 87.5 metros.

## Historia
- Tuvo una inversión de 28 millones 870 mil viejos pesos
- La obra inició el 10 de mayo de 1957 y fue inaugurado el 9 de noviembre de 1959.
- El Arq. Ramón Lamadrid fue el director de la obra.

## Detalles importantes
- El edificio fue reconocido como Monumento Nacional por el Senado de la República en 2003.